# Ceratozetes
Ceratozetes – rodzaj roztoczy z kohorty mechowców i rodziny Ceratozetidae.
Rodzaj ten został opisany w 1908 roku przez Antonia Berlesego. Gatunkiem typowym wyznaczono Oribata gracilis.
Mechowce te mają wyraźne cuspis i notogaster z 4 parami areae porosae. Apodemy sejugalne tworzą u nich poprzeczną listewkę. Szczeciny notogastralne występują w liczbie 10–11 par, genitalne 6 par, aggenitalne 1 pary, analne 2 par, a adanalne 3 par.
Rodzaj kosmopolityczny.
Należy tu 60 opisanych gatunków, zgrupowanych w 3 podrodzajach:
- Ceratozetes (Cerozetes) Berlese, 1908
- Ceratozetes (Magellozetes) Hammer, 1962
- Ceratozetes (Mixozetes) J. et P. Balogh, 1990